# Epidendrum montis-narae
Epidendrum montis-narae är en orkidéart som beskrevs av Franco Pupulin och Luis M. Sánchez. Epidendrum montis-narae ingår i släktet Epidendrum och familjen orkidéer.
Artens utbredningsområde är Costa Rica. Inga underarter finns listade i Catalogue of Life.